# Make It Count
|  | Denne artikel er oprettet af botten PalnaBot ud fra en ekstern database. Den kan derfor have sproglige fejl eller mangler. Denne skabelon kan fjernes efter kontrol af indholdet. |

Make It Count er en film instrueret af Louis Gretlund, Frederik Lauridsen.

## Handling
Dokumentarfilmen omhandler Malkit Singh, der kom til Danmark fra Uganda som barn. For at klare kårene i en meget hård barndom, fandt Malkit glæde ved basketball, Michael Jordan og ikke mindst sko. På den måde formede passionen for sko manden, som han er den dag i dag.